# Diego Rubio
Diego Iván Rubio Köstner (Santiago del Cile, 15 maggio 1993) è un calciatore cileno di origini tedesche, attaccante dell'Austin FC.

## Biografia
Anche suo nonno Ildefonso, suo padre Hugo e i suoi fratelli Eduardo e Matías sono o sono stati calciatori.

## Carriera

### Club
Nella stagione 2010-2011, con la maglia del Colo-Colo, gioca 8 partite del campionato cileno di massima serie e 2 nella Coppa Libertadores.
Nell'estate del 2011 viene acquistato dallo Sporting Lisbona. Il 3 febbraio 2014 passa in prestito ai norvegesi del Sandnes Ulf. Sceglie la maglia numero 11.

### Nazionale
Il 1º giugno 2011 riceve la pre-convocazione per la Copa América 2011, in sostituzione dell'infortunato Mauricio Pinilla.

### Presenze e reti nei club
Statistiche aggiornate al 20 ottobre 2024.
| Stagione                  | Squadra                   | Campionato                | Campionato | Campionato | Coppe nazionali | Coppe nazionali | Coppe nazionali | Coppe continentali | Coppe continentali | Coppe continentali | Altre coppe | Altre coppe | Altre coppe | Totale | Totale |
| Stagione                  | Squadra                   | Comp                      | Pres       | Reti       | Comp            | Pres            | Reti            | Comp               | Pres               | Reti               | Comp        | Pres        | Reti        | Pres   | Reti   |
| ------------------------- | ------------------------- | ------------------------- | ---------- | ---------- | --------------- | --------------- | --------------- | ------------------ | ------------------ | ------------------ | ----------- | ----------- | ----------- | ------ | ------ |
| gen.-giu. 2011            | Colo-Colo                 | PD                        | 7+1        | 2+1        |                 | -               | -               | CL                 | 2                  | 3                  |             | -           | -           | 10     | 6      |
| 2011-2012                 | Sporting Lisbona          | PL                        | 9          | 1          | CP+CdL          | 1+1             | 0               | UEL                | 6                  | 0                  |             | -           | -           | 17     | 1      |
| 2012-2013                 | Sporting Lisbona          | PL                        | 2          | 0          | CP+CdL          | 0               | 0               | UEL                | 0                  | 0                  |             | -           | -           | 2      | 0      |
| 2012-2013                 | Sporting Lisbona B        | SL                        | 26         | 8          |                 | -               | -               |                    | -                  | -                  |             | -           | -           | 26     | 8      |
| sett.-dic. 2013           | Pandurii                  | L1                        | 4          | 0          | CR              | 1               | 0               |                    | -                  | -                  |             | -           | -           | 5      | 0      |
| 2014                      | Sandnes Ulf               | E                         | 26         | 8          | CN              | 1               | 0               |                    | -                  | -                  |             | -           | -           | 27     | 8      |
| gen.-giu. 2015            | Sporting Lisbona          | PL                        | 0          | 0          | CP+CdL          | 0+1             | 0               | UEL                | 0                  | 0                  |             | -           | -           | 1      | 0      |
| Totale Sporting Lisbona   | Totale Sporting Lisbona   | Totale Sporting Lisbona   | 11         | 1          |                 | 3               | 0               |                    | 6                  | 0                  |             | -           | -           | 20     | 1      |
| gen.-giu. 2015            | Sporting Lisbona B        | SL                        | 21         | 14         |                 | -               | -               |                    | -                  | -                  |             | -           | -           | 21     | 14     |
| ago. 2015                 | Sporting Lisbona B        | SL                        | 5          | 0          |                 | -               | -               |                    | -                  | -                  |             | -           | -           | 5      | 0      |
| Totale Sporting Lisbona B | Totale Sporting Lisbona B | Totale Sporting Lisbona B | 52         | 22         |                 | -               | -               |                    | -                  | -                  |             | -           | -           | 52     | 22     |
| 2015-mar. 2016            | Real Valladolid           | SD                        | 13         | 0          | CR              | 1               | 0               |                    | -                  | -                  |             | -           | -           | 14     | 0      |
| 2016                      | Sporting K.C. II          | USL                       | 2          | 1          |                 | -               | -               |                    | -                  | -                  |             | -           | -           | 2      | 1      |
| 2017                      | Sporting K.C. II          | USL                       | 2          | 1          |                 | -               | -               |                    | -                  | -                  |             | -           | -           | 2      | 1      |
| 2018                      | Sporting K.C. II          | USL                       | 3          | 1          |                 | -               | -               |                    | -                  | -                  |             | -           | -           | 3      | 1      |
| Totale Sporting K.C. II   | Totale Sporting K.C. II   | Totale Sporting K.C. II   | 7          | 3          |                 | -               | -               |                    | -                  | -                  |             | -           | -           | 7      | 3      |
| 2016                      | Sporting K.C.             | MLS                       | 15         | 1          | USOC            | 2               | 1               | CCL                | 3                  | 1                  |             | -           | -           | 20     | 3      |
| 2017                      | Sporting K.C.             | MLS                       | 16+1       | 6+0        | USOC            | 3               | 1               |                    | -                  | -                  |             | -           | -           | 20     | 7      |
| 2018                      | Sporting K.C.             | MLS                       | 20+3       | 8+2        | USOC            | 2               | 0               |                    | -                  | -                  |             | -           | -           | 25     | 10     |
| Totale Sporting K.C.      | Totale Sporting K.C.      | Totale Sporting K.C.      | 51+4       | 15+2       |                 | 7               | 2               |                    | 3                  | 1                  |             | -           | -           | 65     | 20     |
| 2019                      | Colorado Rapids           | MLS                       | 26         | 11         | USOC            | 1               | 1               |                    | -                  | -                  |             | -           | -           | 27     | 12     |
| 2020                      | Colorado Rapids           | MLS                       | 13+1       | 3+0        |                 | -               | -               |                    | -                  | -                  | MiB         | 3           | 0           | 17     | 3      |
| 2021                      | Colorado Rapids           | MLS                       | 26+1       | 5+0        |                 | -               | -               |                    | -                  | -                  |             | -           | -           | 27     | 5      |
| 2022                      | Colorado Rapids           | MLS                       | 30         | 16         | USOC            | 1               | 0               | CCL                | 2                  | 0                  |             | -           | -           | 33     | 16     |
| 2023                      | Colorado Rapids           | MLS                       | 16         | 3          | USOC            | 0               | 0               |                    | -                  | -                  | LC          | 1           | 1           | 17     | 4      |
| Totale Colorado Rapids    | Totale Colorado Rapids    | Totale Colorado Rapids    | 111+2      | 38         |                 | 2               | 1               |                    | 2                  | 0                  |             | 4           | 1           | 121    | 40     |
| 2024                      | Austin FC                 | MLS                       | 33         | 4          |                 | -               | -               |                    | -                  | -                  | LC          | 3           | 0           | 36     | 4      |
| Totale carriera           | Totale carriera           | Totale carriera           | 322        | 96         |                 | 15              | 3               |                    | 13                 | 4                  |             | 7           | 1           | 357    | 104    |

### Cronologia presenze e reti in nazionale
| Cronologia completa delle presenze e delle reti in nazionale ― Cile | Cronologia completa delle presenze e delle reti in nazionale ― Cile | Cronologia completa delle presenze e delle reti in nazionale ― Cile | Cronologia completa delle presenze e delle reti in nazionale ― Cile | Cronologia completa delle presenze e delle reti in nazionale ― Cile | Cronologia completa delle presenze e delle reti in nazionale ― Cile | Cronologia completa delle presenze e delle reti in nazionale ― Cile | Cronologia completa delle presenze e delle reti in nazionale ― Cile |
| Data                                                                | Città                                                               | In casa                                                             | Risultato                                                           | Ospiti                                                              | Competizione                                                        | Reti                                                                | Note                                                                |
| ------------------------------------------------------------------- | ------------------------------------------------------------------- | ------------------------------------------------------------------- | ------------------------------------------------------------------- | ------------------------------------------------------------------- | ------------------------------------------------------------------- | ------------------------------------------------------------------- | ------------------------------------------------------------------- |
| 23-6-2011                                                           | Asunción                                                            | Paraguay                                                            | 0 – 0                                                               | Cile                                                                | Amichevole                                                          | -                                                                   | 63’                                                                 |
| 10-8-2011                                                           | Montpellier                                                         | Francia                                                             | 1 – 1                                                               | Cile                                                                | Amichevole                                                          | -                                                                   | 65’                                                                 |
| 4-9-2011                                                            | Cornellà de Llobregat                                               | Messico                                                             | 1 – 0                                                               | Cile                                                                | Amichevole                                                          | -                                                                   | 39’                                                                 |
| 11-9-2018                                                           | Suwon                                                               | Corea del Sud                                                       | 0 – 0                                                               | Cile                                                                | Amichevole                                                          | -                                                                   | 58’                                                                 |
| 26-3-2019                                                           | Houston                                                             | Stati Uniti                                                         | 0 – 0                                                               | Cile                                                                | Amichevole                                                          | -                                                                   | 86’                                                                 |
| 5-9-2019                                                            | Los Angeles                                                         | Cile                                                                | 0 – 0                                                               | Argentina                                                           | Amichevole                                                          | -                                                                   | 46’                                                                 |
| 10-9-2019                                                           | San Pedro Sula                                                      | Honduras                                                            | 2 – 1                                                               | Cile                                                                | Amichevole                                                          | -                                                                   |                                                                     |
| 12-10-2019                                                          | Alicante                                                            | Colombia                                                            | 0 – 0                                                               | Cile                                                                | Amichevole                                                          | -                                                                   | 59’ 83’                                                             |
| 15-10-2019                                                          | Los Angeles                                                         | Cile                                                                | 3 – 2                                                               | Guinea                                                              | Amichevole                                                          | -                                                                   | 67’                                                                 |
| 16-11-2022                                                          | Varsavia                                                            | Polonia                                                             | 1 – 0                                                               | Cile                                                                | Amichevole                                                          | -                                                                   | 89’                                                                 |
| 20-11-2022                                                          | Bratislava                                                          | Slovacchia                                                          | 0 – 0                                                               | Cile                                                                | Amichevole                                                          | -                                                                   | 83’                                                                 |
| 27-3-2023                                                           | Santiago del Cile                                                   | Cile                                                                | 3 – 2                                                               | Paraguay                                                            | Amichevole                                                          | -                                                                   | 46’                                                                 |
| Totale                                                              |                                                                     | Presenze                                                            | 12                                                                  |                                                                     | Reti                                                                | 0                                                                   |                                                                     |

## Palmarès

### Competizioni Nazionali
- U.S. Open Cup: 1

Sporting Kansas City: 2017